# Ruth Page
Ruth Page (Indianapolis, 22 marzo 1899 – Chicago, 7 aprile 1991) è stata una ballerina e coreografa statunitense, che ha creato opere innovative su temi americani.

## Biografia

### Famiglia
Ruth Page è stata sposata all'avvocato Thomas Hart Fisher dal 1925 al 1969 ed all'artista Andre Delfau dal 1983 fino alla sua morte nel 1991. Il fratello di Page, Irvine H. Page, era un noto medico e scienziato.

### Carriera
Nata a Indianapolis nel 1899, Ruth Page intraprese studi professionali con Jan Zalewski, Adolph Bolm, Enrico Cecchetti, Harald Kreutzberg e Mary Wigman. Fece il suo debutto come professionista a Broadway nel 1917, poi con la Compagnia di Anna Pavlova nel suo tour del Sud America nel 1918, e all'Auditorium Theatre di Chicago in Il compleanno dell'infanta di John Alden Carpenter nel 1919. Ballò incessantemente per i successivi 40 anni, con il Ballet Intime di Adolph Bolm, a Broadway nel Music Box Revue di Irving Berlin, con le Chicago Allied Arts, i Ballets Russes di Sergei Diaghilev, il Metropolitan, Ravinia e Chicago, il Ballet Russe de Monte Carlo, Les Ballets Americains, coreografò per tutte queste compagnie, tranne una, coreografò lo spettacolo di Broadway del 1947 Music in My Heart e lavorò come regista/coreografa per le varie manifestazioni delle sue compagnie con sede a Chicago negli anni '70. Tra le centinaia di opere di danza al suo attivo ci sono balletti storici americani, danze con parole e musica, e la sua innovativa "opera nei balletti".
Nel 1965 coreografò una produzione su larga scala de Lo schiaccianoci, che fu presentato ogni anno fino al 1997 dal Chicago Tribune Charities dell'Arie Crown Theatre e vide alcuni dei più grandi ballerini del mondo come artisti ospiti. Ballò con i grandi partner Bentley Stone, Walter Camryn e Harald Kreutzberg e lavorò con alcuni dei più grandi compositori e designer del XX secolo, tra cui Aaron Copland, Darius Milhaud, Jerome Moross, Isamu Noguchi, Antoni Clave, Georges Wakhevitch, Louis Horst, Marcel Delannoy, Pavel Čeliščev, Nicholas Remisoff, e Andre Delfau. Rudol'f Nureev selezionò la compagnia di Ruth's Pages Chicago Opera Ballet per il suo debutto a New York nel 1962 con Sonia Arova. Insieme ballarono il grand pas de deux di Don Chisciotte presso la Brooklyn Academy of Music. I suoi balletti sono stati fatti rivivere e interpretati da compagnie di balletto negli Stati Uniti tra cui Chicago, Milwaukee, Cincinnati, Pittsburgh, New York e il Dance Theatre di Harlem, così come in Europa.
Ruth filmò i suoi balletti per tutta la sua carriera e diversi, tra cui Frankie & Johnny, The Merry Widow e Billy Sunday, sono stati trasformati in film televisivi pluripremiati. Già nel 1958, i membri della sua compagnia di balletto dell'Opéra di Chicago erano presenti in esibizione all'Ed Sullivan Show.Negli anni '60 la sua arte coreografica era spesso mostrata in diretta televisiva dal vivo per il CBS Repertoire Workshop. I suoi contributi inclusero un adattamento televisivo per il balletto dell'opera Carmen di Georges Bizet. Il suo talento come coreografa creò numerosi balletti incentrati sulla musica di molti compositori operistici e classici tra cui: Ludwig van Beethoven (Sonata Patetica), Hector Berlioz (La Damnation de Faust), Georges Bizet (Carmen), Alexander Borodin (Il Principe Igor), Francesco Cilea (Adriana Lecouvreur), Gaetano Donizetti (La favorita), Manuel de Falla (El Amor Brujo) George Gershwin (Un americano a Parigi), Franz Lehár (La vedova allegra), Jules Massenet (Thais), Carl Orff (Carmina Burana), Amilcare Ponchielli (La Gioconda), Maurice Ravel (Bolero), Johann Strauss II (Il pipistrello), Richard Strauss (Salome), Franz von Suppé (La bella Galatea), Pyotr Ilyich Tchaikovsky (Romeo e Giulietta, Lo schiaccianoci), Ambroise Thomas (Mignon), e Giuseppe Verdi (Aida, La forza del destino, Il Trovatore, La Traviata). È oggetto di due documentari premiati: Ruth Page: An American Original (Otter Productions) e Ruth Page: Once Upon a Dancer (Thea Flaum Productions). L'eredità di Ruth Page sopravvive in diversi importanti archivi tra cui la Dance Division al Lincoln Center, la Ann Barzel Dance Collection presso la Newberry Library e il Chicago Film Archives.
Ritirandosi dalla coreografia attiva, la Page creò la Ruth Page Foundation, che fece nascere la Ruth Page Foundation School of Dance, come era originariamente conosciuta e che in seguito divenne il Ruth Page Center for the Arts, come è noto ora.
È sepolta al Graceland Cemetery di Chicago, a circa un metro e mezzo dalla leggenda dei Chicago Cubs, Ernie Banks.

## Centro Ruth Page per le Arti

### Ruth Page Civic Ballet
Il Ruth Page Civic Ballet è la compagnia ufficiale per la formazione allo spettacolo dei giovani della Ruth Page School of Dance e uno dei suoi artisti in residenza. La compagnia di giovani ballerini di talento è giunta alla sua sedicesima stagione ed è stata fondata nel 1998 da Larry e Dolores Long, i registi originali della Ruth Page School of Dance.
Servendo da ponte tra l'allenamento del balletto e le prestazioni professionali, il Ruth Page Civic Ballet offre opportunità di spettacolo per gli studenti di danza avanzata della Scuola come mezzo per continuare la loro formazione. I membri della compagnia devono allenarsi in questo programma prima di passare alle compagnie nazionali e internazionali di danza professionali. I ballerini del Civic si uniscono in spettacoli di artisti ospiti e coreografi, allargando la loro sfera di lavoro professionale.
Il programma centrale degli spettacoli della Civic dal 2003 è la presentazione annuale de Lo schiaccianoci. Originariamente presentato all'Arie Crown Theatre dal 1965 al 1997, le esibizioni del Ruth Page Civic Ballet ricreano l'originale messa in scena a durata intera di Ruth Page. Danza squisita, meravigliosi costumi e ambientazioni magiche nella Terra della Neve e nel Regno dei dolci, "Lo Schiaccianoci" promette divertimento di livello internazionale e gioia per le vacanze per i bambini di tutte le età.

### Premio Ruth Page
Destinatari:
- 2014: Diane Rawlinson[16]
- 2012: Sid Smith[17]
- 2011: Patti Eylar[18]
- 2010: Chicago Dancing Festival e i suoi fondatori: Lar Lubovitch, Jay Franke, and David Hero
- 2009: Pamela Crutchfield e Bill T. Jones
- 2008: Peggy Sutton e la Mayfair Academy of Fine Arts
- 2007: Gail Kalver, Harriet Ross, and Salme H. Steinberg
- 2006: Billy Siegenfeld
- 2005: Margaret Nelson e Scott Silberstein
- 2004: Keith Elliott e Dance For Life[19]
- 2003: Dame Libby Komaiko
- 1986: Carol Russell[20]
- Claire Bataille
- Jan Erkert
- Winifred Haun
- Timothy O'Slynne
- Venetia Stifler
- Maia Wilkins